# Fort Mucusso
Das Fort Mucusso, auch selten Fort Mocusso, war eine Festung der portugiesischen Kolonialgeschichte in Angola, das in Deutsch-Südwestafrika, dem heutigen Namibia, 1909 errichtet wurde. 
Es befand sich im Mbukushugebiet am linken Ufer des Okavango, gegenüber der Ortschaft Andara. Die Portugiesen verließen dieses im Januar 1912. Das Fort wurde in das eigentliche portugiesische Kolonialgebiet verschoben. Vorausgegangen waren militärische Drohungen der deutschen Kolonialmacht. Der neue Standort des Fort Mucusso befand sich sechs Kilometer flussaufwärts.
Im November 1914 wurde dieses von der Schutztruppe für Deutsch-Südwestafrika im Vorfeld des Kampf um Naulila erobert und zerstört. Es wurde im Oktober 1917 wieder aufgebaut. Ruinen des Forts sind bis heute (Stand 2020) erhalten.